# チャイコフスキー国際コンクール
チャイコフスキー国際コンクール（チャイコフスキーこくさいコンクール、英 International Tchaikovsky Competition）は、ロシア連邦政府とロシア連邦文化省の主催により、4年ごとに首都モスクワとサンクトペテルブルクで開催されるクラシック音楽のコンクール。コンクールの名は、ロシア帝国の作曲家ピョートル・チャイコフスキーにちなんでおり、ソビエト連邦時代の1958年に始まった。
エリザベート王妃国際音楽コンクール（ベルギー）、ショパン国際ピアノコンクール（ポーランド）とともに世界三大音楽コンクールの一つとされる。
2022年4月、国際音楽コンクール世界連盟はロシアのウクライナ侵攻を受けて、チャイコフスキー国際コンクールの排除を決定した。

## 概要
1958年より4年おき（第13回コンクールを除く）にモスクワとサンクトペテルブルクで開催される。当初はピアノとヴァイオリンのみが審査対象であったが、第2回からチェロが加わり、第3回から声楽部門が、2019年より木管楽器部門と金管楽器部門が加わった。また1990年からはヴァイオリン属の楽器と弓の製作技術を競う、ヴァイオリン製作者部門が設けられている。対象年齢は、16歳から32歳（声楽のみ19歳から32歳）である。 
コンクールは6月に開催され、予備審査を含めて3次の予選が行われる。各楽器部門に6賞と男女声楽部門にそれぞれ4賞の、合計26の賞が授与される。
コンクールは著名なロシア人音楽家からなる委員会によって組織され、Russian State Concert Company（Sodruzhestvo）が運営している。
2006年はモスクワ音楽院大ホールの修理や、FIFAワールドカップが重なること、スポンサーの未決定などの理由から開催が一年見送られ、第13回コンクールは、前回から5年おいた2007年6月に開催された。

## 歴史
冷戦時代
冷戦の最中に、ソ連の文化的優位を誇示することを目的の一つとして始まる。第1回コンクールのピアノ部門でロシア人でなくアメリカ人のヴァン・クライバーンが優勝したこともあって、世界的なコンクールとなっていった。第2回はソ連出身のウラジミール・アシュケナージと、ジョン・オグドンが同着優勝。しかしアシュケナージは翌年、イギリスへ亡命したため、ソ連はその優勝記録を抹消した。旧ソ連時代は賞金の国外持ち出し額にも厳しい制限があったと言われる。
1970年代までは誰でも応募でき、なおかつ演奏も可能な状態で、観光の目的のコンテスタントまでいた。また、初期は、点数順に8位まで表彰され、1位を含め、いずれの賞にも該当者無しの場合もあれば、複数の演奏家が選出された例もあった。
規約一新（2011年から）
2011年度から規約が一新し、コンチェルトを三曲演奏する部門が新たに登場。また、国内予選で精鋭を選出する方式から、DVD審査と書類選考により一律に選考する方式に改められた。最高責任者として、指揮者のヴァレリー・ゲルギエフが任命された。
国際音楽コンクール世界連盟からの除名（2022年から）
2022年4月13日、国際音楽コンクール世界連盟はロシアによるウクライナ侵攻を受けて臨時総会を開き、投票により賛成多数でチャイコフスキー国際コンクールを同連盟から即時除名することを決定した。連盟は「ロシア政府の資金提供を受け、宣伝道具であるコンクールを支援したり、メンバーにしたりすることはできない」と強調した一方で「全てのロシア人への全面制裁や、国籍を理由にしたアーティストへの差別に反対」する姿勢も示した。コンクールの組織委員長であるゲルギエフは、ウラジミール・プーチン大統領と親密で、マリインスキー劇場の総裁と芸術監督も務めている。除名を受け、チャイコフスキー国際コンクールの公式サイトには、プーチン大統領とゲルギエフのコメントが寄せられた。
2023年6月19日からのコンクールには23カ国から236人が参加し、欧米からの参加者が約8割減ったのに対して、中華人民共和国は48人と6倍に増えた。タチアナ・ゴリコワ副首相が開幕式で「ロシア文化がボイコットされているが、芸術に政治はなく、音楽に国境はない」と語ったほか、プーチン大統領が「この伝説的なコンクールはかつてのように音楽界の主要なイベントと考えられている」と電報を送るなど、ウクライナ侵攻で低下したロシアの威信を回復させる意図があると報じられた。

## 開催年と入賞者

### 第1回（1958年）
ピアノ部門
- 第1位 ヴァン・クライバーン（アメリカ）
- 第2位 レフ・ヴラセンコ（ソ連）、劉詩昆（中国）
- 第3位 ナウム・シュタルクマン（ソ連）
- 第4位 エドゥアルド・ミアンサロフ（ソ連）
- 第5位 ミレーナ・ヴァセリノヴァ＝モローヴァ（ブルガリア）
- 第6位 ナディア・ゲッダ＝ノヴァ（フランス）
- 第7位 松浦豊明（日本）
- 第8位 ダニエル・ポラック（アメリカ）

ヴァイオリン部門
- 第1位 ヴァレリー・クリモフ（ソ連）
- 第2位 ヴィクトル・ピカイゼン（ソ連）
- 第3位 シュテファン・ルハ（ルーマニア）
- 第4位 マルク・ルボツキー（ソ連）
- 第5位 ヴィクトル・リベルマン（ソ連）
- 第6位 ヴァレンティン・ジューク（ソ連）
- 第7位 ジョイス・フリッサー（アメリカ）
- 第8位 ザリウス・シフムルザエーヴァ（ソ連）

### 第2回（1962年）
ピアノ部門
- 第1位 ウラディミール・アシュケナージ（ソ連）、ジョン・オグドン（イギリス）
- 第2位 スーザン・スラー（アメリカ）、殷承宗（中国）
- 第3位 エリソ・ヴィルサラーゼ（ソ連）
- 第4位 マリーナ・ムディヴァニ（ソ連）
- 第5位 ヴァレリー・カミショフ（ソ連）
- 第6位 クリスティアーヌ・ビロー（フランス）、アレクセイ・ナセトキン（ソ連）

ヴァイオリン部門
- 第1位 ボリス・グートニコフ（ソ連）
- 第2位 シュムエル・アシュケナジ（イスラエル）、イリーナ・ボチュコヴァ（ソ連）
- 第3位 ニナ・ベイリナ（ソ連）、久保陽子（日本）
- 第4位 アルベルト・マルコフ（ソ連）
- 第5位 エドゥアルド・グラチ（ソ連）
- 第6位 ヴァジム・セリツキー（ソ連）
- 第7位 アレクサンドル・メルニコフ（ソ連）
- 第8位 ベティー・ジャン・ハージン（カナダ）

チェロ部門
- 第1位 ナターリヤ・シャホフスカヤ（ソ連）
- 第2位 レスリー・パーナス（アメリカ）、ヴァレンティン・フェイギン（ソ連）
- 第3位 ナターリヤ・グートマン（ソ連）、ミハイル・ホミツェル（ソ連）
- 第4位 ラースロー・メーゾ（ハンガリー）
- 第5位 ダグラス・リン・デイヴィス（アメリカ）
- 第6位 トビー・サクス（アメリカ）

### 第3回（1966年）
ピアノ部門では、優勝確実と見られていたニコライ・ペトロフが手の故障のため本選会を棄権し、グリゴリー・ソコロフが史上最年少で優勝した。
ピアノ部門
- 第1位 グリゴリー・ソコロフ（ソ連）
- 第2位 ミッシャ・ディヒター（アメリカ）
- 第3位 ヴィクトル・エレシュコ（ソ連）
- 第4位 アレクサンドル・スロボジャニク（ソ連）、ゲオルギー・シロタ（ソ連）
- 第5位 エドワード・アウアー（アメリカ）、ジェイムズ・ディック（アメリカ）
- 第6位 フランソワ＝ジョエル・ティオリエ（フランス）、ペーター・レーゼル（東ドイツ）
- 第7位 アンドレ・デ・グロート（ベルギー）
- 第8位 エティエンヌ・リュシアン・カルヌセッカ（フランス）、ブルーノ・リグット（フランス）

ヴァイオリン部門
- 第1位 ヴィクトル・トレチャコフ（ソ連）
- 第2位 潮田益子（日本）、オレグ・カガン（ソ連）
- 第3位 オレグ・クリサ（ソ連）、佐藤陽子（日本）
- 第4位 ニコラス・チュマチェンコ（アルゼンチン）
- 第5位 ジーノ・ヴィンニコフ（ソ連）
- 第6位 ルーベン・アガロニアン（ソ連）、エリック・フリードマン（アメリカ）
- 第7位 なし
- 第8位 チャールズ・マーティン・キャッスルマン（アメリカ）

チェロ部門
- 第1位 カリーナ・ゲオルギアン（ソ連）
- 第2位 スティーヴン・ケイツ（アメリカ）、アルト・ノラス（フィンランド）
- 第3位 エレオノーラ・テステレツ（ソ連）、安田謙一郎（日本）
- 第4位 ローレンス・レッサー（アメリカ）
- 第5位 タマラ・ガバラシヴィリ（ソ連）
- 第6位 ミッシャ・マイスキー（ソ連）

声楽部門・女声
- 第1位 ジェーン・マーシ（アメリカ）
- 第2位 ヴェロニカ・タイラー（アメリカ）、エヴェリナ・ストイツェヴァ（ブルガリア）
- 第3位 マリア・ビエシュ（ソ連）

声楽部門・男声
- 第1位 ヴラディーミル・アトラントフ（ソ連）
- 第2位 ニコライ・オホトニコフ（ソ連）
- 第3位 サイモン・エステス（アメリカ）
- 第3位 コンスタンティン・リソフスキー（ソ連）
- 第4位 ヴァーツラフ・ダウノラス（ソ連）
- 第5位 ヴァジル・マルティノイウ（ルーマニア）

### 第4回（1970年）
ピアノ部門
- 第1位 ウラジミール・クライネフ（ソ連）、ジョン・リル（イギリス）
- 第2位 オラシオ・グティエレス（アメリカ）
- 第3位 アルトゥール・モレイラ・リマ（ブラジル）、ヴィクトリア・ポストニコワ（ソ連）
- 第4位 アルカージー・セヴィードフ（ソ連）
- 第5位 ジェイムズ・トッコ（アメリカ）

ヴァイオリン部門
- 第1位 ギドン・クレーメル（ソ連）
- 第2位 ウラディーミル・スピヴァコフ（ソ連）、藤川真弓（日本）
- 第3位 リアーナ・イサカーゼ（ソ連）
- 第4位 タチヤーナ・グリンデンコ（ソ連）、アンドレイ・コルサコフ（ソ連）
- 第5位 グレン・ディクテロウ（アメリカ）
- 第6位 アンドレイ・アゴストン（ルーマニア）

チェロ部門
- 第1位 ダヴィド・ゲリンガス（ソ連）
- 第2位 ヴィクトリア・ヤグリング（ソ連）
- 第3位 岩崎洸（日本）
- 第4位 イーゴリ・ガヴリシュ（ソ連）、ヴァグラン・サラジャン（ソ連）
- 第5位 ダヴィド・グリゴリアン（ソ連）
- 第6位 ラルフ・カーシュバウム（アメリカ）

声楽部門・女声
- 第1位 エレーナ・オブラスツォワ（ソ連）、タマーラ・シニャフスカヤ（ソ連）
- 第2位 なし
- 第3位 エフドキア・コレスニク（ソ連）
- 第4位 ナジェジダ・クラスナヤ（ソ連）
- 第5位 エステル・コヴァーチュ（ハンガリー）
- 第6位 エドナ・ガラベジャン＝ジョージ（アメリカ）

声楽部門・男声
- 第1位 エフゲニー・ネステレンコ（ソ連）、ニコライ・オグレニチ（ソ連）
- 第2位 ヴラジスラフ・ピアフコ（ソ連）、ズラブ・ソトキラヴァ（ソ連）
- 第3位 ヴィクトル・トリーシン（ソ連）
- 第4位 アレクサンドル・プラヴィロフ（ソ連）、アレクサンドル・ルドコフスキー（ソ連）
- 第5位 トーマス・トマシュケ（東ドイツ）
- 第6位 サルキス・グユムジャン（ソ連）、ヴァレリー・クチンスキー（ソ連）

### 第5回（1974年）
ピアノ部門
- 第1位 アンドレイ・ガヴリーロフ（ソ連）
- 第2位 スタニスラフ・イゴリンスキー（ソ連）、チョン・ミョンフン（鄭明勲、アメリカ）
- 第3位 ユーリ・エゴロフ（ソ連）
- 第4位 エチェリ・アンジャパリーゼ（ソ連）、アンドラーシュ・シフ（ハンガリー）
- 第5位 ドミトリー・アレクセーエフ（ソ連）
- 第6位 デイヴィッド・ライヴリー（アメリカ）、ブリジット・エンゲラー（フランス）

ヴァイオリン部門
- 第1位 なし
- 第2位 ユージン・フォドア（アメリカ）、ルーベン・アガロニアン（ソ連）、ルスダン・グヴァサリア（ソ連）
- 第3位 マリー＝アニク・ニコラ（フランス）、ヴァニヤ・ミラノヴァ（ブルガリア）
- 第4位 リジア・シュトコ（ソ連）
- 第5位 ヴァジム・ブロドスキー（ソ連）
- 第6位 アナトリー・メルニコフ（ソ連）
- 第7位 モイセイ・セクレル（ソ連）

チェロ部門
- 第1位 ボリス・ペルガメンシチコフ（ソ連）
- 第2位 イヴァン・モニゲッティ（ソ連）
- 第3位 菅野博文（日本）
- 第4位 ジェイムズ・クレーガー（アメリカ）、セタ・バルタヤン（ブルガリア）
- 第5位 なし
- 第6位 イヴァン・シフォロー（フランス）、アンジェラ・シュウォーツ（アメリカ）
- 第7位 なし
- 第8位 イオシフ・フェイゲルソン（ソ連）

声楽部門・女声
- 第1位 なし
- 第2位 リュドミラ・セルギエンコ（ソ連）、シャシュ・シルビア（ハンガリー）、ステフカ・エフスタティエヴァ（ブルガリア）
- 第3位 ガリーナ・カリーニナ（ソ連）、タチヤーナ・フラストヴァ（ソ連）
- 第4位 なし
- 第5位 リンマ・グルシュコヴァ（ソ連）
- 第6位 ゴルダナ・イェフトヴィチ（ユーゴ）

声楽部門・男声
- 第1位 イワン・ポノマレンコ（ソ連）
- 第2位 コロシュ・コヴァーチュ（ハンガリー）
- 第3位 アナトリー・ポノマレンコ（ソ連）、ヴラジーミル・マリチェンコ（ソ連）
- 第4位 アレクサンドル・デディク（ソ連）、アナトリー・ボイコ（ソ連）
- 第5位 アナトリー・コチェルガ（ソ連）、ペテル・ドヴォルスキー（チェコ）

### 第6回（1978年）
ピアノ部門
- 第1位 ミハイル・プレトニョフ（ソ連）
- 第2位 パスカル・ドヴォワヨン（フランス）、アンドレ・ラプラント（カナダ）
- 第3位 ニコライ・デミジェンコ（ソ連）、エフゲニー・リュイフキン（ソ連）
- 第4位 テレンス・ジャッド（イギリス）、ボリス・ペトロフ（ソ連）
- 第5位 クリスティアン・ブラックショウ（アメリカ）
- 第6位 ナウム・グルベルト（ソ連）

ヴァイオリン部門
- 第1位 イリヤ・グルーベルト（ソ連）、エルマー・オリヴェイラ（アメリカ）
- 第2位 ミハエラ・マルティン（ルーマニア）、ディラーナ・ジェンソン（アメリカ）
- 第3位 イリーナ・メドヴェデヴァ（ソ連）、アレクサンドル・ヴィニツキー（ソ連）
- 第4位 ダニエル・ハイフェッツ（アメリカ）、キム・サン・チョー（北朝鮮）
- 第5位 清水高師（日本）

チェロ部門
- 第1位 ナサニエル・ローゼン（アメリカ）
- 第2位 藤原真理（日本）、ダニエル・ヴェイス（チェコ）
- 第3位 アレクサンドル・クニャーゼフ（ソ連）、アレクサンドル・ルーディン（ソ連）
- 第4位 フランス・スプリンゲル（ベルギー）
- 第5位 マルシオ・カルネイロ（ブラジル）
- 第6位 セルゲイ・スドジロフスキー（ソ連）

声楽部門・女声
- 第1位 リュドミラ・シェムチェク（ソ連）
- 第2位 リュドミラ・ナム（ソ連）
- 第3位 エヴァ・ポドレシュ（ポーランド）、マリアーナ・シャロミラ（ルーマニア）
- 第4位 ジャクリン・ペイジ＝グリーン（アメリカ）、カタリン・ピッティ（ハンガリー）
- 第5位 ネリー・ボズコヴァ（ブルガリア）

声楽部門・男声
- 第1位 なし
- 第2位 ヴァレンチン・ピヴォヴァロフ（ソ連）、ニキタ・ストロジェフ（ソ連）
- 第3位 ユーリー・スタトニク（ソ連）
- 第4位 ピョートル・スクスニチェンコ（ソ連）

### 第7回（1982年）
ピアノ部門
- 第1位 なし
- 第2位 ピーター・ドノホー（イギリス）、ウラディーミル・オフチニコフ（ソ連）
- 第3位 小山実稚恵（日本）
- 第4位 ドミトリー・ガイジュク（ソ連）、カレ・ランダル（ソ連）
- 第5位 マリア・ロウェナ・アリエタ（フィリピン）
- 第6位 ニノ・ケレセリジェ（ソ連）、マイケル・ヒューストン（ニュージーランド）
- 第7位 ジェイムズ・バーバガッロ（アメリカ）、エンマ・タフミジャン（ブルガリア）

ヴァイオリン部門
- 第1位 ヴィクトリア・ムローヴァ（ソ連）、セルゲイ・スタドレル（ソ連）
- 第2位 加藤知子（日本）
- 第3位 ステファニア・シェーズ（アメリカ）、アンドレス・カルデネス（アメリカ）
- 第4位 アニク・ルサン（フランス）
- 第5位 なし
- 第6位 ラルフ・エヴァンズ（アメリカ）

チェロ部門
- 第1位 アントニオ・メネセス（ブラジル）
- 第2位 アレクサンドル・ルーディン（ソ連）
- 第3位 ゲオルク・ファウスト（西ドイツ）
- 第4位 マリーナ・タラソヴァ（ソ連）
- 第5位 デイヴィッド・ハーディ（アメリカ）
- 第6位 トルルス・モルク（ノルウェー）
- 第7位 アントニー・ロス（アメリカ）
- 第8位 ミヒャル・カオカ（チェコスロヴァキア）

声楽部門・女声
- 第1位 リディア・ザヴィリャスタ（ソ連）
- 第2位 フロマン・カシモヴァ（ソ連）
- 第3位 ドローラ・ザージチ（アメリカ）
- 第4位 エルズベタ・アルダム（ポーランド）
- 第5位 スヴェトラーナ・ストレゼヴァ（ソ連）
- 第6位 マリレーナ・ミカイルセク（ルーマニア）、ヴァレリア・ミルチェヴァ（ブルガリア）

声楽部門・男声
- 第1位 パータ・ブルチュラーゼ（ソ連）
- 第2位 ゲガム・グリゴリアン（ソ連）
- 第3位 ヴラジーミル・チェルノフ（ソ連）
- 第4位 ペテル・ミクラエ（チェコ）
- 第5位 アレクサンドル・ホメリキ（ソ連）
- 第6位 ラドスラフ・ズコフスキ（ポーランド）

### 第8回（1986年）
ピアノ部門
- 第1位 バリー・ダグラス（イギリス）
- 第2位 ナタリア・トゥルーリ（ソ連）
- 第3位 イリーナ・プロトニコワ（ソ連）
- 第4位 アレクサンドル・ツェリャコフ（ソ連）、ロジェ・ミュラロ（フランス）
- 第5位 イフチョ・クルシェフ（ブルガリア）、イゴール・アルダシェフ（ソ連）
- 第6位 ヴィクトル・ロドリゲス（キューバ）、デイヴィッド・ベクナー（アメリカ）
- 第7位 コン・シャン＝トン（中国）
- 第8位 セルゲイ・イェローヒン（ソ連）、ウィリアム・ウォルラムフ（アメリカ）

ヴァイオリン部門
- 第1位 イリヤ・カーラー（ソ連）、ラファエル・オレグ（フランス）
- 第2位 シェ・ウェイ（中国）、マクシム・フェドトフ（ソ連）
- 第3位 ジェーン・ピーターズ（オーストラリア）
- 第4位 クリスティナ・アンゲレスク（ルーマニア）
- 第5位 なし
- 第6位 ドミトリー・ベルリンスキー（ソ連）、デイヴィッド・キム（アメリカ）
- 第7位 アイマン・ムサハジャエヴァ（ソ連）、ムフセス・ポゴスヤン（ソ連）

チェロ部門
- 第1位 マリオ・ブルネロ（イタリア）、キリル・ロディン（ソ連）
- 第2位 スレン・バグラトゥーニ（ソ連）、マルッティ・ロウシ（フィンランド）
- 第3位 サラ・サンタンブロジオ（アメリカ）、ジョン・シャープ（アメリカ）
- 第4位 ミハエラ・フカチョヴァー（チェコ）、ヨハンナ・ピケル（オーストリア）
- 第5位 ビョン・ツァン（アメリカ）
- 第6位 なし
- 第7位 ケルスティン・フェルツ（東ドイツ）、秋津智（日本）
- 第8位 レヴォン・ムラジャン（ソ連）

声楽部門・女声
- 第1位 ナターリヤ・エラーソワ（ソ連）
- 第2位 バーバラ・キドゥフ（アメリカ）、アンナ＝フェリチア・フィリプ（ルーマニア）
- 第3位 マリア・グレギーナ（ソ連）
- 第4位 ニーナ・ラウティオ（ソ連）
- 第5位 ゾー・ヘン・ゲン（韓国）

声楽部門・男声
- 第1位 グリゴリー・グリチューク（ソ連）、アレクサンドル・モロゾフ（ソ連）
- 第2位 バルセト・トゥマニアン（ソ連）
- 第3位 セルゲイ・マルチュノフ（ソ連）
- 第4位 ユー・ジン＝シャン（中国）、キム・ディン・グク（韓国）

### 第9回（1990年）
予定されていたオーケストラがストライキに入り、代わりにアマチュアのロストフシンフォニーが伴奏を引き受けた。
ピアノ部門
- 第1位 ボリス・ベレゾフスキー（ソ連）
- 第2位 ヴラジーミル・ミシチュク（ソ連）
- 第3位 ケヴィン・ケナー（アメリカ）、アントン・モルダソフ（ソ連）、ヨハン・シュミット（ベルギー）
- 第4位 ロルフ・プラッゲ（西ドイツ）、スティーヴン・ニーソン・プラツマン（アメリカ）

ヴァイオリン部門
- 第1位 諏訪内晶子（日本）
- 第2位 エフゲニー・ブシコフ（ソ連）
- 第3位 アリッサ・パーク（アメリカ）
- 第4位 アントン・バラホフスキー（ソ連）、ナターリヤ・リホポイ（ソ連）
- 第5位 デイヴィッド・チャン（アメリカ）
- 第6位 ドミトリー・ベルリンスキー（ソ連）、ルシア・リン（アメリカ）
- 第7位 マリア・バックマン（アメリカ）

チェロ部門
- 第1位 グスタフ・リヴィニウス（西ドイツ）
- 第2位 フランソワーズ・グローベン（ルクセンブルク）、アレクサンドル・クニャーゼフ（ソ連）
- 第3位 ビヨン・ツァン（アメリカ）、ティモシー・ヒュー（イギリス）
- 第4位 ナターリヤ・ホマ（ソ連）、アレクセイ・マサルスキー（ソ連）
- 第5位 グイド・シーフェン（西ドイツ）
- 第6位 アレクサンドル・ザゴリンスキー（ソ連）、マルコ・ユロネン（フィンランド）

声楽部門・女声
- 第1位 デボラ・ヴォイト（アメリカ）
- 第2位 マリーナ・シャグチ（ソ連）
- 第3位 エミリア・オプレア（ルーマニア）、マリア・ホフロゴルスカヤ（ソ連）
- 第4位 アスミク・パピャン（ソ連）
- 第5位 水野貴子（日本）
- 第6位 小濱妙美（日本）

声楽部門・男声
- 第1位 ハンス・チョイ（アメリカ）
- 第2位 ボリス・スタツェンコ（ソ連）
- 第3位 オレグ・クルコ（ソ連）、ヴォイチェフ・ドラヴォヴィツ（ポーランド）
- 第4位 ニコライ・レシェトニャク（ソ連）
- 第5位 ユー・ピン（アメリカ）
- 第6位 セルゲイ・ザドヴォルニー（ソ連）

### 第10回（1994年）
ピアノ部門
- 第1位 なし
- 第2位 ニコライ・ルガンスキー（ロシア）
- 第3位 ワディム・ルデンコ（ロシア）、ハエ＝スン・パイク（韓国）
- 第4位 アレクサンドル・ギンジン（ロシア）、シュ・ツォン（中国）
- 第5位 アレクサンドル・シュタルクマン（ロシア）
- 第6位 なし

ヴァイオリン部門
- 第1位 なし
- 第2位 アナスタシア・チェボタリョーワ（ロシア）、ジェニファー・コー（アメリカ）
- 第3位 グラーフ・ムルジャ（ロシア）、マルコ・リッツィ（イタリア）
- 第4位 エゴル・グレチシニコフ（ロシア）、オフェル・ファルク（イスラエル）
- 第5位 横山奈加子（日本）
- 第6位 リー・キュン・スン（韓国）

チェロ部門
- 第1位 なし
- 第2位 なし
- 第3位 なし
- 第4位 アイリーン・ムーン（アメリカ）、グリゴリー・ゴリュノフ（ロシア）
- 第5位 なし
- 第6位 キリーヌ・フィールセン（オランダ）

声楽部門・女声
- 大賞 ヒブラ・ゲルズマーワ（グルジア/アゼルバイジャン）
- 第1位 マリーナ・ラピナ（ロシア）
- 第2位 ラウラ・クレイカム（アメリカ）、タチヤーナ・ザハルチュク（ウクライナ）
- 第3位 イリーナ・ゲラホヴァ（ロシア）

声楽部門・男声
- 第1位 ユアン・チェン・イェ（中国）
- 第2位 なし
- 第3位 ミハイル・ダヴイドフ（ロシア）、ホー・グァン・スー（中国）

### 第11回（1998年）
ピアノ部門
- 第1位 デニス・マツーエフ（ロシア）
- 第2位 ワディム・ルデンコ（ロシア）
- 第3位 フレディ・ケンプ（イギリス）
- 第4位 セルゲイ・タラソフ（ロシア）
- 第5位 マクシム・フィリィポフ（ロシア）
- 第6位 オレグ・ポリャンスキー（ウクライナ）

ヴァイオリン部門
- 第1位 ニコライ・サチェンコ（ロシア）
- 第2位 ラティサ・ホンダ＝ローゼンベルク（ドイツ）
- 第3位 イジョン・パン（中国）
- 第4位 ビン・フアン（中国）
- 第5位 アレクサンドル・トロスティアンスキー（ロシア）
- 第6位 ナターシャ・ロメイコ（イギリス）

チェロ部門
- 第1位 デニス・シャポヴァロフ（ロシア）
- 第2位 リー・ウェイ・クィン（オーストラリア）
- 第3位 ボリス・アンドリアノフ（ロシア）
- 第4位 フランソワ・サルク（フランス）
- 第5位 なし
- 第6位 ヴォルフガング・エマヌエル・シュミット（ドイツ）、ドミトリー・ツィリン（ロシア）

声楽部門・女声
- 第1位 佐藤美枝子（日本）
- 第2位 エレナ・マニスティナ（ロシア）
- 第3位 マイラ・ムハメド＝キジ（カザフスタン）
- 第4位 ヴィクトリア・エフトディエヴァ（ロシア）、ズラタ・ブリチェヴァ（ロシア）

声楽部門・男声
- 第1位 ベシク・ガビタシヴィリ（グルジア）
- 第2位 エフゲニー・ニキーチン（ロシア）
- 第3位 アレクサンドル・キセレフ（ロシア）
- 第4位 ガンバト・プレフザフ（モンゴル）

### 第12回（2002年）
審査員に予定されていた中村紘子が、直前になってキャンセルした。
ピアノ部門
- 第1位 上原彩子（日本）
- 第2位 Nabiulin Alexei （ロシア）
- 第3位 Jin Ju （中国）、Ponotchevny Andrei （ベラルーシ）
- 第4位 なし
- 第5位 Onischenko Dmitry （ウクライナ）、Lim Dong-Min （韓国）
- ディプロマ Dombrovsky Pavel （ロシア）、Teterin Dmitry （ロシア）

ヴァイオリン部門
- 第1位 なし
- 第2位 川久保賜紀（日本/アメリカ）、Chen Xi （中国）
- 第3位 Samouil Tatiana （ロシア）
- 第4位 Kazazyan Gaik （ロシア）
- 第5位 Koeckert Nickolas （ドイツ）、Ovrutsky Mikhail （ロシア/アメリカ）
- 第6位 Liu Yang （中国）
- ディプロマ Stembolsky Evgeny （ロシア）

チェロ部門
- 第1位 なし
- 第2位 Moser Johannes （ドイツ）
- 第3位 Popp Claudius （ドイツ）、Chaushyan Alexander （アルメニア）
- 第4位 石坂団十郎（ドイツ）
- 第5位 Shao Sophie （アメリカ）、Garioud Romain （フランス）
- 第6位 Prokofjev Dmitry （ロシア）
- ディプロマ Khramouchin Alexander （ベルギー）

声楽部門・女声
- 第1位 Afanasieva (Adamova) Aitalina （メゾソプラノ、ロシア）
- 第2位 Wu Bi Xia （ソプラノ、中国）
- 第3位 Samuil Anna （ソプラノ、ロシア）
- 第4位 Bakastova Anastasia （ソプラノ、ロシア）
- ディプロマ Lungu Irina （ソプラノ、ロシア）、Shvachka Angelina （メゾソプラノ、ウクライナ）

声楽部門・男声
- 第1位 Kazakov Mikhail （バス、ロシア）
- 第2位 Dunaev Andrey （テノール、ロシア）
- 第3位 Dong Seub Kim （バリトン、韓国）
- 第4位 Kocan Stefan （バス、スロバキア）
- ディプロマ Dudar Victor （バス、ウクライナ）、Tae Hyun Kim （バリトン、韓国）

### 第13回（2007年）
ピアノ部門
- 第1位 なし
- 第2位 ミロスラフ・クルティシェフ
- 第3位 アレクサンダー・ルビアンツェフ
- 第4位 イム・ドンヒョク、セルゲイ・ソボレフ
- 第5位 ベンジャミン・モーザー
- 第6位 フェオドール・アミーロフ

ヴァイオリン部門
- 第1位 神尾真由子
- 第2位 Nikita Borisoglebsky (Russia)
- 第3位 有希・マヌエラ・ヤンケ (ドイツ)
- 第4位 Soyoung Yoon (Republic of Korea)
- 第5位 Hyon-Su Shin (Republic of Korea)
- 第6位 Zhijiong Wang (China)

チェロ部門
- 第1位 セルゲイ・アントノフ
- 第2位 Alexander Buzlov
- 第3位 Várdai István

声楽部門・男声
- 第1位 Alexander Tzimbaluk

声楽部門・女声
- 第1位 Albina Shagimuratova

### 第14回（2011年）
ピアノ部門
- 第1位 ダニール・トリフォノフ
- 第2位 ソン・ヨルム
- 第3位 チョ・ソンジン
- 第4位 アレクサンダー・ロマノフスキー
- 第5位 アレクセイ・チェルノフ

ヴァイオリン部門
- 第1位 なし
- 第2位 Sergey Dogadin (Russia)、Itamar Zorman (Israel)
- 第3位 Jehye Lee (South Korea)
- 第4位 Nigel Armstrong (USA)
- 第5位 Eric Silberger (USA)

チェロ部門
- 第1位 Narek Hakhnazaryan (Armenia)
- 第2位 Edgar Moreau (France)
- 第3位 Ivan Karizna (Belarus)
- 第4位 Norbert Anger (Germany)
- 第5位 Umberto Clerici (Italy)

声楽部門・男声
- 第1位 Jongmin Park (South Korea)
- 第2位 Amartuvshin Enkhbat (Mongolia)
- 第3位 なし
- 第4位 なし

声楽部門・女声
- 第1位 Sun Young Seo (South Korea)
- 第2位 なし
- 第3位 Elena Guseva (Russia)
- 第4位 なし

### 第15回（2015年）
ピアノ部門
- 第1位  ドミトリー・マスレエフ(Russia)
- 第2位  George Li(USA) ルーカス・ゲニューシャス(Russia/Lithuania)
- 第3位  Daniel Kharitonov(Russia) Sergey Redkin(Russia)
- 第4位  Lucas Debargue(France)

ヴァイオリン部門
- 第1位  なし
- 第2位  Yu-Chien Tseng (Taiwan)
- 第3位  Kazazyan, Haik(Russia) Conunova, Alexandra(Moldova) Milyukov, Pavel(Russia)
- 第4位  Kang, Clara-Jumi(Germany)
- 第5位  Kim, Bomsori(South Korea)

チェロ部門
- 第1位 Andrei Ionuț Ioniță (Romania)
- 第2位 Alexander Ramm (Russia)
- 第3位 Alexander Buzlov　(Russia)
- 第4位 Pablo Ferrandez-Castro　(Spain)
- 第5位 Seung Min Kang (South Korea)
- 第6位 Jonathan Roozeman　(Netherlands)

声楽部門・男声
- 第1位 Ariunbaatar Ganbaatar (Mongolia)
- 第2位 Chuanyue Wang (China)
- 第3位 Hansung Yoo (South Korea)
- 第4位 Dmitry Grigoriev (Russia)

声楽部門・女声
- 第1位 Yulia Matochkina (Russia)
- 第2位 Svetlana Moskalenko (Russia)
- 第3位 Mane Galoyan (Armenia)
- 第4位 Antonina Vesenina (Russia)

### 第16回（2019年）
ピアノ部門
- 第1位 アレクサンドル・カントロフ（フランス）
- 第2位 藤田真央（日本）、ドミトリー・シシキン（ロシア）
- 第3位 コンスタンチン・イミリャノフ（ロシア）、ケネス・ブロバーグ（アメリカ）、アレクシー・メルニコフ（ロシア）
- 第4位 アン・チャンスー（中国）

ヴァイオリン部門
- 第1位 セルゲイ・ドガディン（ロシア）
- 第2位 マルク・ブシュコフ（ベルギー）
- 第3位 キム・ドンヒュン（韓国）
- 第4位 金川真弓（アメリカ）、アイリン・プリチン（ロシア）
- 第6位 ミラン・アルアシャブ（チェコ）

チェロ部門
- 第1位 ズラトミア・フン（アメリカ）
- 第2位 サンチアゴ・カノン・ヴァレンシア（コロンビア）
- 第3位 アナスタシア・コベキナ（ロシア）
- 第4位 ムン・テグク（韓国）
- 第5位 チェン・イバイ（中国）
- 第6位 シニャ・エリナ・ルムカイネン（フィンランド）

声楽部門・男声
- 第1位 Alexandros Stavrakais（ロシア）
- 第2位 Gihoon Kim（韓国）
- 第3位 Migran Agadjanyan（ロシア）
- 第4位 Ankhbayar Enkhbold（モンゴル）

声楽部門・女声
- 第1位 Maria Barakova（ロシア）
- 第2位 Aigul Khismatullina（ロシア）
- 第3位 Maria Motolygina（ロシア）
- 第4位 Angelina Akhmedova（ウズベキスタン）、Oksana Mayorova（ロシア）

木管楽器部門
- 第1位 Matvey Demin（フルート、ロシア）
- 第2位 Joidy Blanco（フルート、ベネズエラ）
- 第3位 Alessandro Beverari（クラリネット、イタリア）
- 第4位 Lola Descours（ファゴット、フランス）
- 第5位 Nikita Vaganov（クラリネット、ロシア）
- 第6位 Juri Florian Alexander Vallentin（オーボエ、ドイツ）
- 第7位 Lívia Duleba（フルート、ハンガリー）
- 第8位 Sofiya Viland（フルート、ロシア）

金管楽器部門
- 第1位 Yun Zeng（ホルン、中国）、Aleksey Lobikov（トロンボーン、ロシア）
- 第2位 Fedor Shagov（チューバ、ロシア）
- 第3位 Felic Camille Jean Dervaux（ホルン、フランス）
- 第4位 Henrique Dos Santos Costa（チューバ、ポルトガル）
- 第5位 Ansel Owen Norris（トランペット、アメリカ）
- 第6位 Peter Steiner（トロンボーン、イタリア）
- 第7位 Hae-Ree Yoo（ホルン、韓国）
- 第8位 Zhasulan Abdykalykov（トランペット、カザフスタン）

### 第17回（2023年）
ピアノ部門
- 第1位 Sergei Davydchenko（ロシア）
- 第2位 George Harliono（イギリス）Angel Stanislav Wang（アメリカ）、Valentin Malinin（ロシア）
- 第3位  Stanislav Korchagin（ロシア）、Ilya Papoyan（ロシア）
- 第4位 Xuanyi Mao、Suah Ye

ヴァイオリン部門
- 第1位 Gyehee Kim（韓国）
- 第2位 Ravil Islyamov（ロシア）
- 第3位 羅超文（中国）、Daniil Kogan（ロシア）、Elena Tarosyan（ロシア）

チェロ部門
- 第1位 Lee Youngeun（韓国）
- 第2位 Maria Zaitseva (ロシア）

声楽部門・男声
- 第1位 Jihoon Son（韓国）
- 第2位 Inheo Jeong（韓国）
- 第3位 Maksim Lisiin（ロシア）、Zhenxiang Hong（中国）

声楽部門・女声
- 第1位 Zinaida Tsarenko（ロシア）
- 第2位 Olga Maslova（ロシア）
- 第3位 Albina Tonkikh (ベラルーシ）

木管楽器部門
- 第1位 Sofia Viland（フルート、ロシア）
- 第2位 Anna Komarova（フルート、ロシア）、Fedor Osver（オーボエ、ロシア）
- 第3位 Ye Sung Kim（フルート、韓国）、Augusto Velio Palumbo（ファゴット、イタリア）、Lev Zhuravskiy（クラリネット、ロシア）

金管楽器部門
- 第1位 Salomatnikov Semyon（トランペット、ロシア）
- 第2位 Zhicheng Jin（ホルン、中国）
- 第3位 該当なし